# Határpatak
Határpatak (románul: Valea Dăii), falu Romániában, Maros megyében.

## Története
Fehéregyháza község része. A trianoni békeszerződésig Nagy-Küküllő vármegye Segesvári járásához tartozott.

## Népessége
2002-ben 4 lakosa volt ők román nemzetiségűek. 2011-re elnéptelenedett.

## Vallások
A falu lakói ortodox hitűek.